# Joseph Henry Roujon

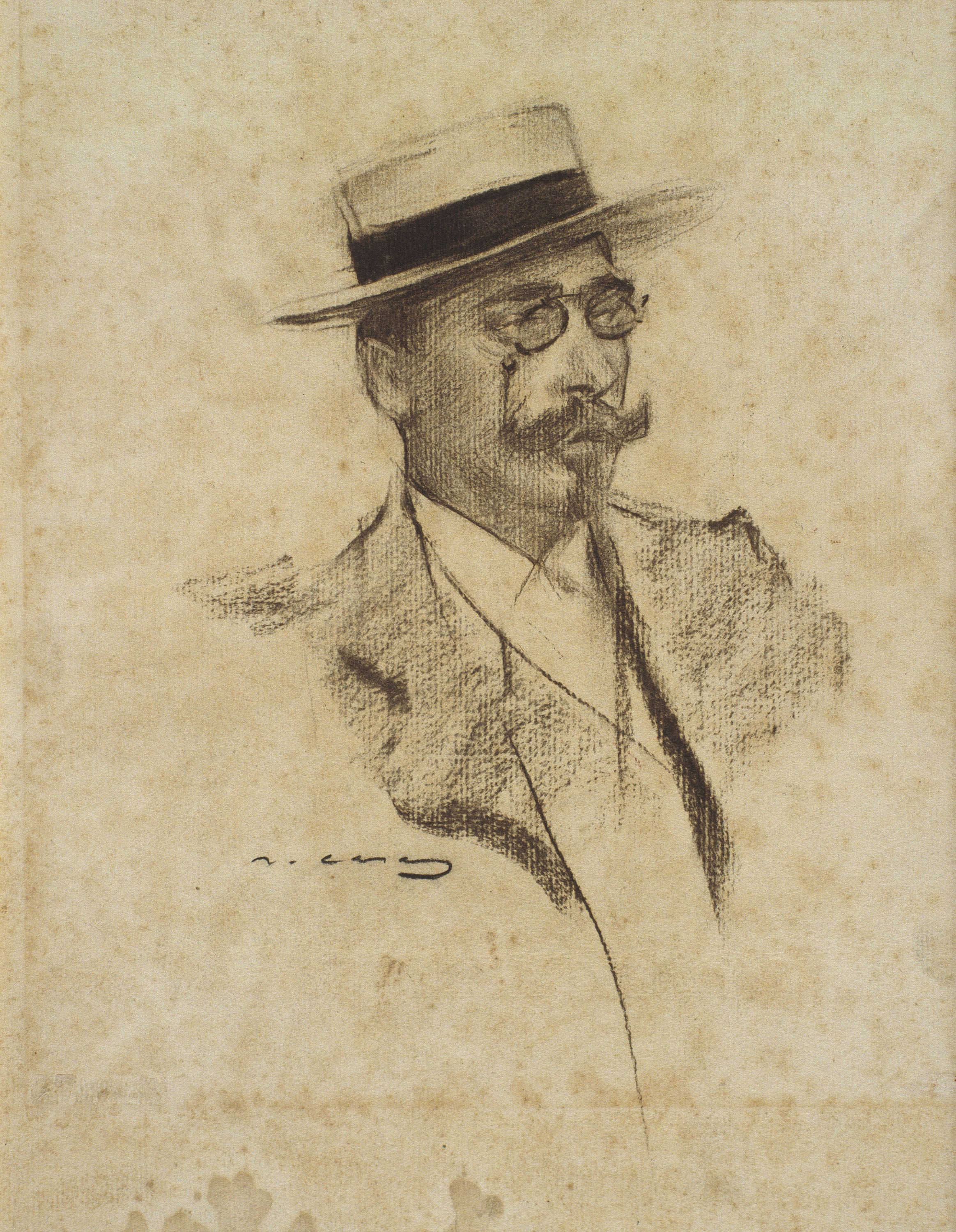
Roujon vist per Ramon Casas (MNAC).

Henri François Roujon (París 1853 - 1914) fou un periodista francès.
Molt vinculat a la premsa i els cercles artístics de la capital francesa, col·laborà en diversos diaris (Le Temps, Le Figaro) i contribuí, juntament amb Mendes i Mallarmé, a la fundació de la revista La République des Lettres. També es distingí brillantment en el terreny de les arts: protegí les diverses manifestacions en voga aleshores, activitats que li valdrien una bona consideració. De membre de número de l'Acadèmia de Belles Arts passà a ser-ne el secretari perpetu.
El 1901, quan Roujon era director de Belles Arts de França, visità Barcelona i va fer una curta visita a la redacció de Pèl & Ploma -instal·lada al taller de Casas- ocasió que aquest aprofità per retratar-lo, en un dibuix que actualment es conserva al MNAC.

## Obres principals
- Miremonde, roman, 1895 [2]
- Le Voyage en Italie de M. de Vandières et de sa compagnie (1749-1751), 1900
- Au milieu des hommes, 1906
- L'Académie des beaux-arts in Les grandes institutions de France : l'Institut de France, 2 vol., 1907
- La Galerie des bustes, recueil de chroniques parues dans le journal Le Temps, 1908 [3]
- Dames d'autrefois, 1911
- Artistes et amis des arts, 1912 [4]

Plantilla:Commentaire biblio
- Les peintres illustres, 5 vol., v. 1914

Plantilla:Commentaire biblio
- En marge du temps, recueil de chroniques parues dans le journal Le Temps, 1928 [5]